# Troszyn (gromada w powiecie ostrołęckim)
Troszyn – dawna gromada, czyli najmniejsza jednostka podziału terytorialnego Polskiej Rzeczypospolitej Ludowej w latach 1954–1972.
Gromady, z gromadzkimi radami narodowymi (GRN) jako organami władzy najniższego stopnia na wsi, funkcjonowały od reformy reorganizującej administrację wiejską przeprowadzonej jesienią 1954 do momentu ich zniesienia z dniem 1 stycznia 1973, tym samym wypierając organizację gminną w latach 1954–1972.
Gromadę Troszyn z siedzibą GRN w Troszynie utworzono – jako jedną z 8759 gromad na obszarze Polski – w powiecie ostrołęckim w woj. warszawskim, na mocy uchwały nr VI/10/10/54 WRN w Warszawie z dnia 5 października 1954. W skład jednostki weszły obszary dotychczasowych gromad Borowce, Choromany, Chrostowo, Chszczony, Dąbek, Grucele, Janochy, Kurpie Dworskie, Kurpie Szlacheckie, Puchały, Rabędy, Repki, Rostki, Sawały, Zamość, Wysocarz i Troszyn ze zniesionej gminy Troszyn w tymże powiecie. Dla gromady ustalono 26 członków gromadzkiej rady narodowej.
31 grudnia 1959 do gromady Troszyn przyłączono obszar zniesionej gromady Opęchowo oraz wsie Janki Stare i Zapieczne ze znoszonej gromady Jarnuty w tymże powiecie.
1 stycznia 1969 do gromady Troszyn włączono wsie Aleksandrowo, Kamienowo, Kleczkowo, Ojcewo, Radgoszcz, Siemiątkowo, Trzaski i Zawady-Żyźniewo ze zniesionej gromady Kleczkowo w tymże powiecie.
Gromada przetrwała do końca 1972 roku, czyli do kolejnej reformy gminnej. 1 stycznia 1973 w powiecie ostrołęckim reaktywowano gminę Troszyn.